# Hauteville, Ardennes

Hauteville este o comună în departamentul Ardennes din nordul Franței. În 1 ianuarie 2022 avea o populație de 123 de locuitori.